# Руде (Самобор)
Руде су насељено место у саставу Града Самобора у Загребачкој жупанији, Хрватска. До територијалне реорганизације у Хрватској налазиле су се у саставу старе загребачке приградске општине Самобор.

## Становништво
На попису становништва 2011. године, Руде су имале 1.131 становника.

## Попис1991.
На попису становништва 1991. године, насељено место Руде је имало 1.208 становника, следећег националног састава:
| Попис 1991.‍   | Попис 1991.‍  | Попис 1991.‍ | Попис 1991.‍ | Попис 1991.‍ |
| ------------- | ------------ | ----------- | ----------- | ----------- |
|               |              |             |             |             |
| Хрвати        | Хрвати       |             | 1.197       | 99,08%      |
| Муслимани     | Муслимани    |             | 4           | 0,33%       |
| Словенци      | Словенци     |             | 1           | 0,08%       |
| Срби          | Срби         |             | 1           | 0,08%       |
| Украјинци     | Украјинци    |             | 1           | 0,08%       |
| неопредељени  | неопредељени |             | 1           | 0,08%       |
| регион. опр.  | регион. опр. |             | 1           | 0,08%       |
| непознато     | непознато    |             | 2           | 0,16%       |
| укупно: 1.208 |              |             |             |             |